# Inxuba Yethemba Local Municipality
Inxuba Yethemba (englisch Inxuba Yethemba Local Municipality) ist eine Lokalgemeinde im Distrikt Chris Hani der südafrikanischen Provinz Ostkap. Der Sitz der Gemeindeverwaltung befindet sich in Cradock. Bürgermeister ist Raymond Zenzile Shweni.
Der Gemeindename ist ein isiXhosa-Begriff für „Fisch der Hoffnung“. Das Wort Inxuba ist abgeleitet vom Namen des Fish River, der durch Cradock fließt. Yethemba wurde hinzugefügt, um dem Namen noch etwas Positives zu geben.

## Städte und Orte
- Cradock
- KwaNonzame
- Lingelihle
- Lusaka
- Michausdal
- Middelburg
- Midros
- Somerville

## Bevölkerung
Im Jahr 2011 hatte die Gemeinde 65.560 Einwohner. Davon waren 56,2 % schwarz, 32,2 % Coloured und 10,5 % weiß. Erstsprache war zu 48,9 % isiXhosa, zu 43,6 % Afrikaans und zu 3 % Englisch.